# 電源供應
電源供應（英語：power supply）又稱電力供應，通常是指提供電子設備（如伺服器及電腦等）有功功率的電子裝置，即電源供應器；也指电源（power source）或供电。
電源供應器的主要功能是：將來源電力轉換成電子設備可以使用的電壓、電流、頻率以使電子設備可以正常運作，因此電源供應器有時被視為電力轉換器（electric power converter）。有些電源供應器是分離於電子設備獨立裝置，有些則是內建於電子設備中；如電腦和一些消費性電子設備都有內建電源供應器。電源供應器的另一個重要功能是：將電流因負載的消秏控制在一個安全範圍內，在電子設備發生故障時關閉電流。
所有的電源供應器都有電力“輸入連結端”，可接收來自來源電力的電流；而且有一個或多個“輸出連結端”，以傳送電流至所需的設備或零件。

## 電力供應

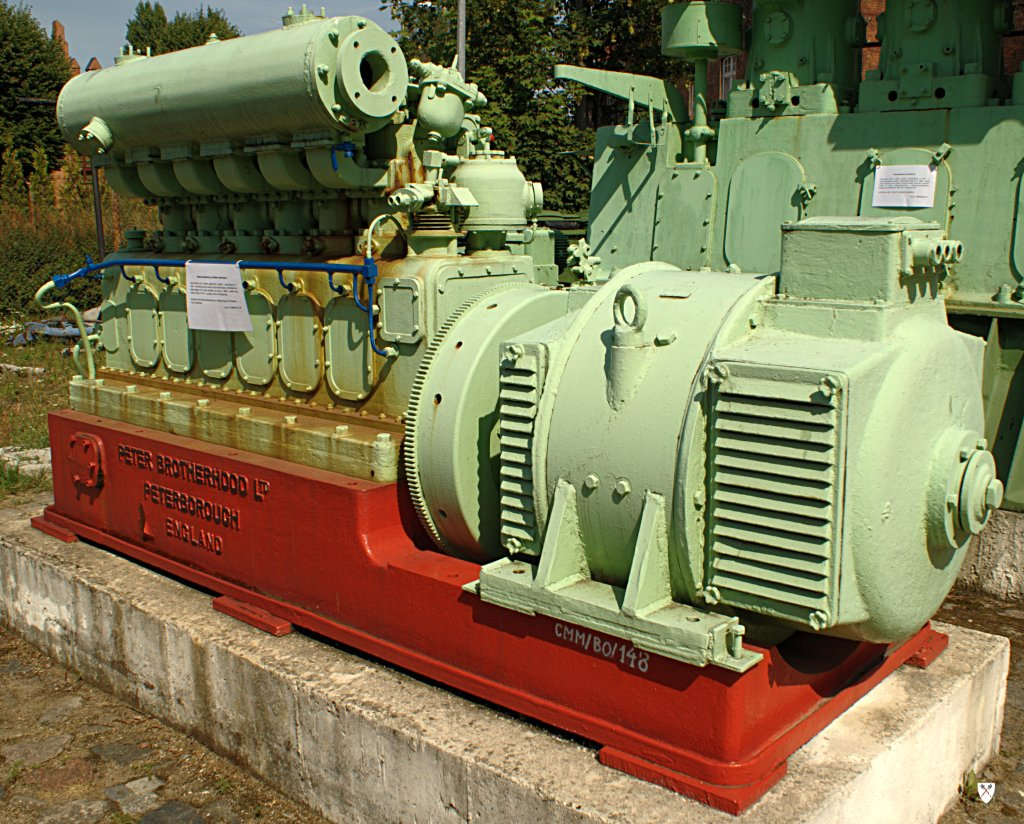
發電機

電力供應包括配電系統，以及中小型的能源供應，例如：
- 市電，電力系統中的配電系統的末端，通常為110～220V。
- 轉換電力到另一種波形或電壓：整流器、反用換流器、電源供應器
- 電池、行動電源、
- 燃料電池和其他形式的能源儲存系統
- 太陽能電池
- 發電機

對於大型的電源供應，詳見發電。

## 電源供應的類型

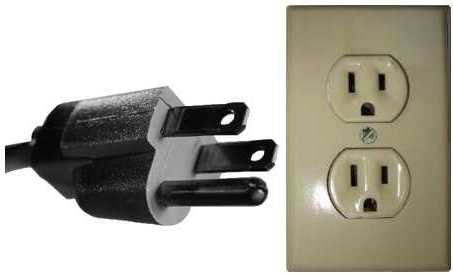
台灣現用之美規UL-NEMA 5-15插頭與插座（俗稱“H型接地”，但此俗名與 IEC 國際標準所稱“以色列使用的 Type H”會混淆）

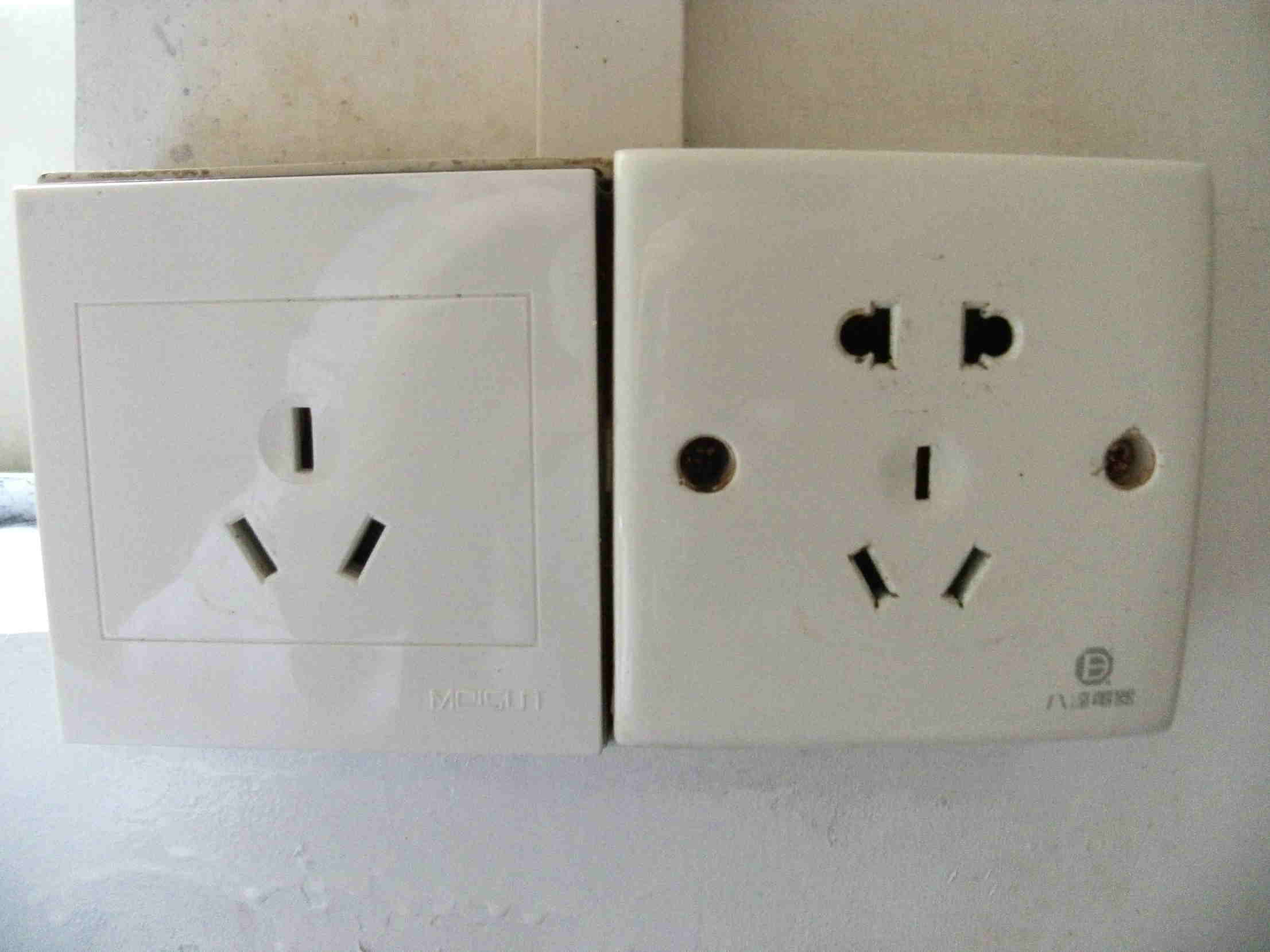
中国大陆插座：图左为较少见的16安培三脚插座，一般用于空调、热水器；图右为较常见能接受“不接地 A型或 C型插头混合”及“接地 I型插头”的双插座（图右下接地 I型插头为常见的10安培三脚插座）

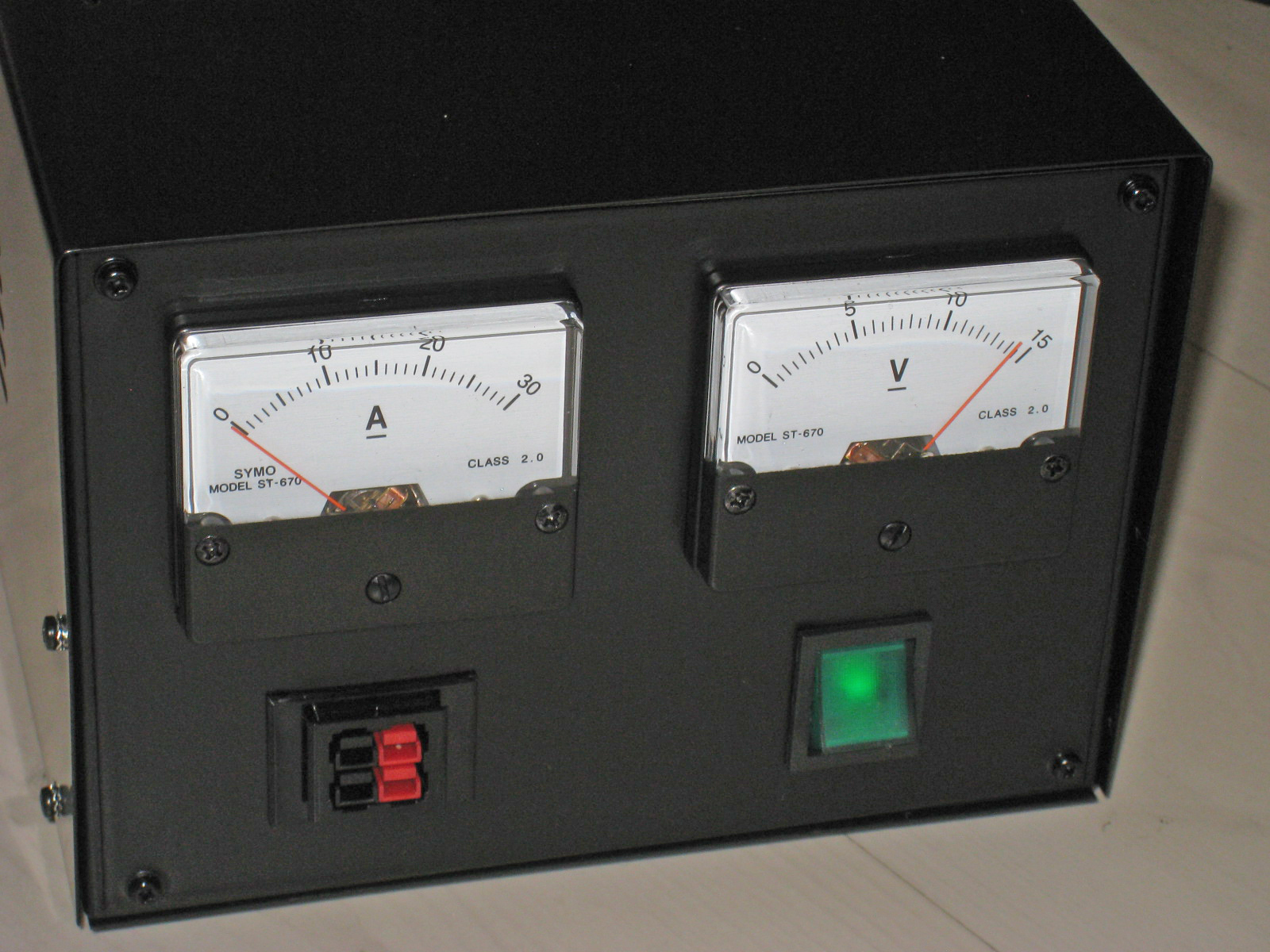
電子實驗室中使用的簡單通用桌面電源，左下方為電源輸出連接器，後部為電源輸入連接器

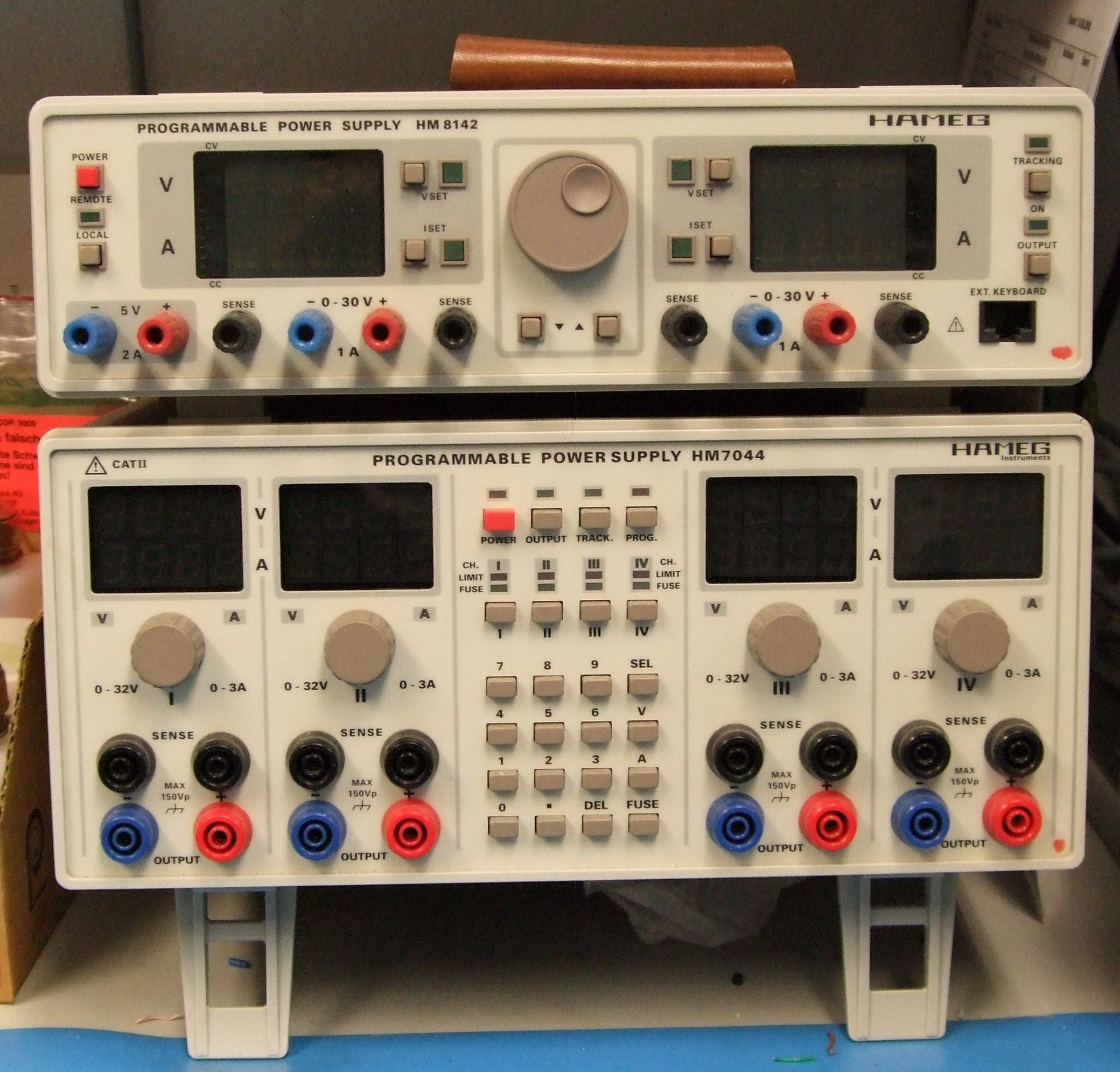
可程式電源供應器

- 電池（Battery power supply）
- 線性電源（Linear power supply）
- 開關電源（Switched-mode power supply）
- 程式電源（Programmable power supply）
- 高壓電（High-voltage power supply）
- 多倍壓器

## 過載保護
電源的供應通常包括某種類型的過載保護，保護電源與預防負載故障所造成的短路，避免因為過熱造成火災。
- 保險絲
- PPTC（可復式保險絲、自恢復保險絲、過流保護片）
- 斷路器（無熔絲開關、空氣斷路器、全電子式斷路器）
- 過載繼電器（過載電驛、積熱電驛）

## 供電量
供電量指在供電生產過程中投入的全部的電量，計算供電量的公式為：
地區供电量=本地區電壓上網電量+輸入電量-輸出電量。

## 相關
- 家用電源列表、AC適配器、Common External Power Supply（英语：Common External Power Supply）
- 家用交流電源插頭與插座
- IEC 60320、IEC 60906-1、IEC 60309（英语：IEC 60309）
- 國家電力消耗排名列表
- 電力價格
- 數位電源

## 延伸導讀
- Croft, Terrell; Summers, Wilford I.  Eleventh Edition. New York: McGraw Hill. 1987. ISBN 0-070-13932-6.
- Fink, Donald G.; Beaty, H. Wayne.  Eleventh Edition. New York: McGraw Hill. 1978. ISBN 0-070-20974-X.

## 外部連結
- Learn how to design a power supply[永久]
- Design a professional power supply. Example in how to design +12v 5Amps power supply. MATLAB(r) model included.
- Introduction to Bench Power Supplies （页面存档备份，存于） - B&K Precision
- Power Management training （页面存档备份，存于） - Texas Instruments
- Introduction to power supplies - National Semiconductor
- A useful Web calculator and theory text for various SMPS topologies （页面存档备份，存于）
- Power Supply terminology
- European Power Supply Manufacturer Association （页面存档备份，存于）
- Power Supply Technical Guide
- Nomadic products put power sources to the test （页面存档备份，存于）
- High voltage power supply manufacturers
- What should I consider when selecting a Power Supply Unit? - Delta Industrial Power Supplies